# Nenszi Azsram
Nenszi Azsram, nyugatias átírással Nancy Ajram vagy Nancy Agram (arabul: نانسي عجرم) (Bejrút, 1983. május 16. –) többszörös díjnyertes libanoni popénekes- és táncosnő. Ismertebb dalai az Ahaszmak ah, Ja szalám, Ah v Nossz és a Ja tabtab va dalla.
Az arab világban több mint 12 millió lemezét értékesítették, ezért ma ő az egyik leggazdagabb libanoni énekesnő. Személyes vagyona meghaladja a 16 millió dollárt. Csak Libanonban több mint négymillió albuma kelt el és Egyiptomban is ő a harmadik a női bestseller listákon.
Akkor lett híres, amikor megjelent a libanoni televízió Nuzsúm al-Musztakbal („A jövő csillagai”) című zenei tehetségkutató műsorában az 1990-es évek közepén. Ezután két albuma is megjelent kevés sikerrel: a Mihtazsalak („Kellesz nekem”) 1998-ban és a Síl ujúnak anni („Vedd le rólam a szemed”) 2000-ben. Csak 2003-ban került a libanoni zenei élet középpontjába. A Ja Szalám („Milyen nagyszerű”) című lemezének Zsízsi Lámára volt a producere. Következő albuma, az Ah v nossz, 2004-ben jelent meg.